# Bukovče (okręg borski)
Bukovče (cyr. Буковче) – wieś w Serbii, w okręgu borskim, w gminie Negotin. W 2011 roku liczyła 1136 mieszkańców.